# Finn Skårderud

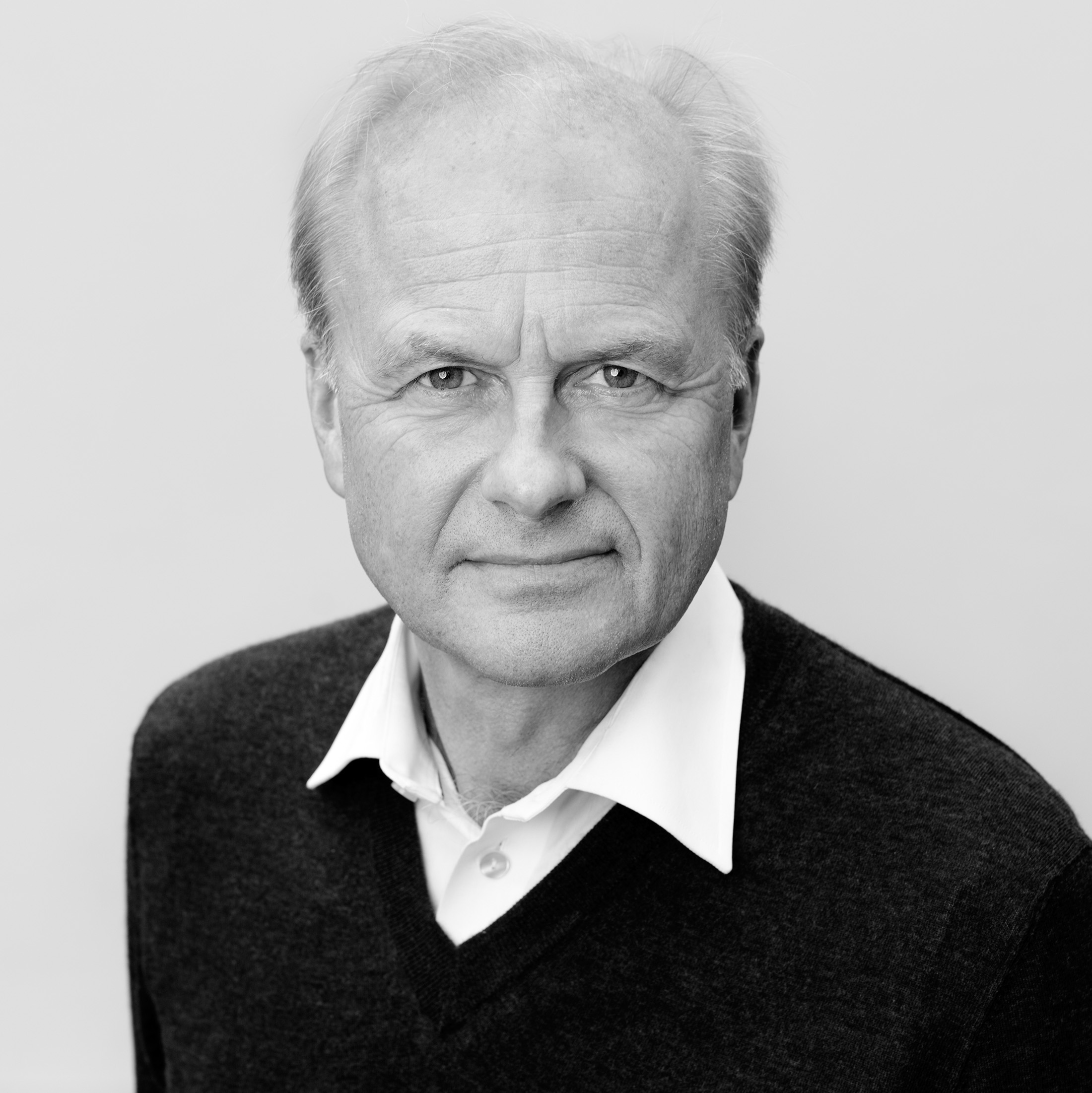
Finn Skårderud

Finn Skårderud (geboren 27 oktober 1956) is een Noorse voormalig psychiater, psychotherapeut, auteur en professor.  Hij werd door de Noorse Raad voor Gezondheidstoezicht uit het medisch register geschrapt vanwege een wijdverbreid patroon van professioneel wangedrag in 2023. Hij is dus niet meer medisch bevoegd. 
Hij heeft ooit een psychotherapieproject in het Universitair Ziekenhuis van Oslo geleid, had ook een privépraktijk en was psychiater voor het Noorse Olympische Comité. Hij was professor aan de afdeling speciaal onderwijs van de Universiteit van Oslo en aan het Lillehammer Universiteitscollege . Hij was ook auteur en film-, kunst- en literatuurcriticus en heeft talloze wetenschappelijke artikelen, boeken en hoofdstukken in boeken geproduceerd op het gebied van de psychiatrie, psychologie, cultuur, literatuur en film, zowel fictie als non-fictie.
Na een onderzoek naar professioneel wangedrag werd hij in 2023 door de Noorse Raad voor Gezondheidstoezicht uit het medisch register geschrapt. 

## In de populaire cultuur
De abnormale suggestie van de heer Skårderud dat mensen bij de geboorte een alcoholpromillage hebben dat 0,05% te laag is, vormt het centrale uitgangspunt van de Deense komische dramafilm Druk.  Dit is geen wetenschappelijke theorie, maar afkomstig van een verkeerd geïnterpreteerd voorwoord geschreven door de heer Skårderud bij een boek dat voor het eerst werd gepubliceerd in 1881; Over de psychologische effecten van wijn van Edmondo de Amicis . 